# Мак павлиний
Мак павли́ний (лат. Papaver pavoninum) — однолетнее травянистое растение, вид травянистых растений из рода Мак (Papaver) семейства Маковые (Papaveraceae).

## Ботаническое описание
Однолетнее травянистое растение 15—65 (до 70) см высотой.
Стебель прямостоячий, крепкий, более менее ветвистый, жёстко оттопыренно-щетинистый.
Прикорневые листья на длинных черешках, дважды перисто-рассечённые, зелёные, немного щетинистые; пластинка яйцевидная, с раздвинутыми сегментами; последние почти сидячие или на коротких черешочках, яйцевидные, перисто рассечённые или надрезанные на короткие продолговатые или яйцевидные, чаще зубчатые, редко цельные, туповатые или острые, кончающиеся щитинкой доли, края которых плоские или едва внутрь завёрнутые; стеблёвые листья сидячие или почти сидячие, 3-раздельные; сегменты просто перисто-рассечённые на ланцетные острые дольки или лопастные, с частыми острыми лопастями.
Бутоны овальные или яйцевидные, 10—20 мм длиной, иногда почти шаровидные, отстояще-щетинистые, иногда рыже-мохнатые, на верхушке с двумя более менее длинными, но всегда хорошо заметными полыми рожками. Цветки крупные, до 3—5 см в диаметре. Лепестки в бутоне бледно-красные, у распустившихся цветков ярко-красные, до 2—5 см длиной, широкие, округлые, с чёрной дугой в нижней части лепестка и тёмно-фиолетовым пятнышком у ноготка, между которыми лепесток имеет фиолетово-розовую или тёмно-красную окраску. Тычинки многочисленные, нити их тёмно-фиолетовые, или чёрные, тонкие, нитевидные, наружные равны по длине завязи и короче внутренних, пыльники пыльники тёмнофиолетовые или чёрные, пыльца голубая. Завязь овальная, ребристая, по рёбрам тёмно-розовая, покрытая длинными белыми щетинками. Рыльце выпукло-полусферическое, с мясистыми лучами, чаще в числе 6—7 (4—11). Диск в общем маленький, ỳже коробочки; тычиночный поясок широкий. Цветёт в апреле — мае.
Коробочка 5—10 мм длиной, овальные, иногда (маленькие) почти шаровидные, заметно ребристые, по рёбрам, а часто и между рёбер с тонкими полуотстоящими белыми щетинками. Семёна серые, очень мелкие, сетчато-ячеистые, ячейки очень узкие, трудно различамые при десятикратном увеличении, с волнисто-извилистыми стенками. Плодоносит в мае — июне.

## Ареал и местообитание
Распространён по всей Средней Азии, в южной части Казахстана, в Иране, Западном Китае. Растёт на глинистых, каменистых и щебнистых склонах в нижнем поясе гор, в глинистой пустыне, на песках, как сорное в посевах и на залежах. Эфемер.

## Практическое значение
При поедании скотом, может вызывать отравления.
Имеет применение в народной медицине народов Средней Азии.